# Taeniophyllum intermedium
Taeniophyllum intermedium är en orkidéart som beskrevs av Cedric Errol Carr. Taeniophyllum intermedium ingår i släktet Taeniophyllum och familjen orkidéer. Inga underarter finns listade i Catalogue of Life.